# 요와
요와(養和, ようわ)는 일본의 연호(元号) 중 하나이다.
- 전후 : 지쇼(治承) 이후 - 주에이(寿永) 이전.
- 시기 : 1181년
- 천황 : 안토쿠 천황
- 무가동량 : 다이라노 무네모리

겐지(源氏)와 헤이케(平家) 쟁란의 시기로, 미나모토 노 요리토모의 겐지측에서는 이 연호를 사용하지 않고 지쇼 연호를 계속해서 사용하였다.

## 개원(改元)
- 지쇼 5년 7월 14일(율리우스력 1181년 8월 25일), 개원.
- 요와 2년 5월 27일(율리우스력 1182년 6월 29일), 주에이로 개원된다.

## 출전
『후한서·대동전(臺佟傳)』의 「佟幸得保終性命，存神養和」.

## 요와 시기에 일어난 일
- 원년
  - 다이라 노 도모모리가 세이도쇼군(征東将軍)에 취임.
  - 요와 기근

## 서력과의 대조표
| 요와   | 원년     | 2년      |
| ------ | -------- | -------- |
| 서력   | 1181년   | 1182년   |
| 겐지측 | 지쇼 5년 | 지쇼 6년 |
| 간지   | 신축     | 임인     |

## 같이 보기
- 일본의 연호 일람

| 이전 지쇼 | 일본의 연호 1181년 ~ 1182년 | 다음 주에이 |